# Logicismo
En filosofía de las matemáticas, el logicismo es la doctrina que sostiene que la matemática es en algún sentido importante reducible a la lógica, o en otras palabras que las matemáticas son básicamente una extensión de la lógica. Los logicistas sostienen que las matemáticas se pueden conocer a priori, pero sugieren que nuestro conocimiento de las matemáticas es solo parte de nuestro conocimiento de la lógica en general, y por lo tanto es analítico y no requiere ninguna facultad especial de intuición matemática. Desde este punto de vista, la lógica es el fundamento adecuado de las matemáticas y todas las afirmaciones matemáticas son verdades lógicas necesarias.
Rudolf Carnap (1931) presenta la tesis logicista en dos partes:
1. Los conceptos matemáticos se pueden derivar de conceptos lógicos a través de definiciones explícitas
2. Los teoremas de las matemáticas se pueden derivar de axiomas lógicos a través de deducciones puramente lógicas

Bertrand Russell y Alfred North Whitehead fueron partidarios de esta línea de pensamiento inaugurada por Gottlob Frege. El logicismo fue clave en el desarrollo de la filosofía analítica en el siglo XX, aunque a veces se alega que los teoremas de incompletitud de Gödel socavan el propósito del proyecto.

## Historia

### Antecedentes
La doctrina logicista tuvo su primer antecedente en Gottfried Leibniz. Sin embargo, el primer intento serio y detallado de reducir la matemática a la lógica tuvo que esperar hasta el siglo XIX, cuando Richard Dedekind, Georg Cantor y Giuseppe Peano articularon los principios básicos de la matemática, y Gottlob Frege desarrolló el primer sistema de lógica de predicados.

### Frege
Gottlob Frege dedicó gran parte de su carrera al proyecto logicista. Sus dos obras principales al respecto se titularon Conceptografía (1879) y Los fundamentos de la aritmética (1884). En Los fundamentos de la aritmética, Frege construyó aritmética a partir de un sistema de lógica con un principio general de comprensión, al que llamó Ley básica V (para los conceptos F y G , la extensión de F es igual a la extensión de G si y solo si para todos los objetos a, Fa es igual a Ga), un principio que consideró aceptable como parte de la lógica.
Sin embargo, a principios del siglo XX, Bertrand Russell descubrió una inconsistencia grave en los principios de los que Frege había partido, hoy conocida como la paradoja de Russell. Esto desanimó a Frege, quien terminó abandonando el proyecto, pero fue continuado por Russell y Whitehead.

### Principia Mathematica
Entre 1910 y 1913, Bertrand Russell y Alfred North Whitehead publicaron Principia Mathematica, un intento monumental de reparar los problemas en el sistema de Frege y completar el proyecto logicista. Sin embargo, el sistema de Principia Mathematica tuvo sus propios problemas. En particular, dos de sus axiomas fueron muy cuestionados: por un lado el axioma de infinitud, que afirma que existe un número infinito de objetos, fue criticado por parecer más una proposición empírica que una verdad lógica. Por otro lado, el axioma de reducibilidad, que resuelve algunas dificultades técnicas del sistema, fue criticado por ser demasiado ad hoc como para estar filosóficamente justificado.

### Neo-logicismo
Se llama neo-logicismo al intento de resucitar el proyecto logicista original, iniciado por Crispin Wright en un trabajo de 1983. Wright observó que el proyecto original de Frege se puede dividir en dos partes. En la primera, Frege parte de un principio llamado Ley básica V, que dice:
{\displaystyle \{x:Ax\}=\{x:Bx\}\leftrightarrow \forall x(Ax\leftrightarrow Bx)}
Es decir: el conjunto de todos los A es idéntico al conjunto de todos los B si y sólo si todos los A son B, y todos los B son A. Partiendo de este principio, Frege derivó lo que hoy se conoce como el principio de Hume, que dice:
El número de los A es el mismo que el de los B si y sólo si los A pueden ser puestos en correspondencia biunívoca con los B.
En la segunda parte, Frege procede a deducir los principios de la aritmética de Peano a partir del principio de Hume, sin hacer más uso de la ley básica V. Wright sugiere que el principio de Hume, a diferencia de la ley básica V, es consistente, y que además se puede considerar como una ley lógica. Si todo esto es cierto, entonces la aritmética de Peano sí puede ser reducida a la lógica.